# Agnoshydrus taiwanus
Agnoshydrus taiwanus är en skalbaggsart som beskrevs av Wewalka och Wang 2007. Agnoshydrus taiwanus ingår i släktet Agnoshydrus och familjen dykare. Inga underarter finns listade i Catalogue of Life.